# Карімов Андрій Усманович
Андрій Усманович Карімов (рос. Андрей Усманович Каримов; нар. 30 липня 1943, Челябінськ, РРФСР — пом. 18 червня 2017, Львів, Україна) — радянський футболіст, виступав на позиції захисника, радянський та український тренер російського походження.

## Кар'єра гравця
Народився в Челябінську, але після завершення Другої світової війни переїхав до Ленінграду. Вихованець ленінградських клубів «Кіровець» (перший тренер — Б. Грищенко) та ФШМ. У 1961 році розпочав кар'єру в резервній команді ленінградського «Зеніту». У 1965 році отримав запрошення від львівського СКА. У 70-х роках XX століття виступав у клубах «Буковина» (Чернівці), «Сокіл» (Львів) та «Хойнувянка» (Хойнув). У 1979 році завершив кар'єр футболіста.

## Кар'єра тренера
По завершенні ігрової кар'єри розпочав тренерську діяльність. Спочатку працював у футбольній школі львівських «Карпат», а потім був призначений Володимиром Булгаковим до тренерського штабу «СКА-Карпати» (Львів), а з травня й до кінця 1987 року та з червня до завершення 1989 року очолював львівських «армійців». Після цього працював на тренерських посадах у клубах «Скала» (Стрий), «Галичина» (Дрогобич), «Львів» та «Карпати» (Львів). Потім протягом понад 10 років продовжував працювати тренером-методистом у молодіжній академії львівських «Карпат».
Помер 18 червня 2017 на 74-році життя.

## Досягнення

### Як гравця
СКА (Львів)
- Чемпіонат УРСР
  -  Чемпіон (1): 1965

- Друга група класу «А» (друга підгрупа)
  -  Бронзовий призер (2): 1966, 1967

### Відзнаки
- Майстер спорту СРСР (1965)